# Klak (Čajniče, BiH)
Klak je naseljeno mjesto u općini Čajniču, Republika Srpska, BiH. Nalaze se na 1139 metara nadmorske visine, sjeveroistočno od Miljenog i sjeverno od Borajnog.
Godine 1985. pripojen je naselju Miljenom (Sl.list SRBiH, br.24/85).

## Stanovništvo
| Narod     | Popis 1961. | Popis 1971. | Popis 1981. |
| --------- | ----------- | ----------- | ----------- |
| Hrvati    |             |             |             |
| Muslimani | 88          | 81          | 66          |
| Srbi      |             |             |             |
| ostali    | 2           |             | 1           |
| Ukupno    | 90          | 81          | 67          |